# Anton Kaltwasser
Antonius Christianus Johannes (Anton) Kaltwasser (Rotterdam, 25 mei 1875 – aldaar, 30 september 1953) was een Nederlands pianist.
Hij was zoon van orgelbouwer Philip Christian Kaltwasser en Jacoba Calvis. Hijzelf was getrouwd met Anna Hendrika Barbillon.
Hij kreeg zijn muziekopleiding aan het Maatschappij tot bevordering van de Toonkunst van Joh.H. Sikemeier. Hij gaf vervolgens concerten door heel Nederland, trad op met Willem Pijper en Oscar Eberle jr. (Eberle-Kaltwasserconcerten) en een enkele keer in Engeland. Hij was voorts muziekdocent aan het Toonkunstmuziekschool in Rotterdam en dat van Dordrecht. Hij was leraar van Kors Monster en John Daniskas.